# ヨアヒム・フォン・リッベントロップ
ウルリヒ・フリードリヒ・ヴィルヘルム・ヨアヒム・フォン・リッベントロップ（ドイツ語: Ulrich Friedrich Wilhelm Joachim von Ribbentrop、1893年4月30日 - 1946年10月16日）は、ドイツの実業家、外交官、政治家。ヒトラー内閣の外務大臣。親衛隊での最終階級は親衛隊名誉大将。
コンスタンティン・フォン・ノイラートの後任として、ヒトラー内閣の外務大臣を1938年から1945年にかけて務めた。所謂、モロトフ・リッベントロップ協定のドイツ側調印者である。ニュルンベルク裁判により絞首刑に処せられた。武装親衛隊に志願、大戦を生き延びた親衛隊大尉ルドルフ・フォン・リッベントロップは長男。

## 生い立ち–外務大臣就任まで
ラインラントのヴェーゼル（de:Wesel）にリヒャルト・ウルリヒ・フリードリヒ・ヨアヒム・リッベントロップ（Richard Ulrich Friedrich Joachim Ribbentrop）の子として生まれた。出生時の名はウルリヒ・フリードリヒ・ヴィルヘルム・ヨアヒム・リッベントロップ。父はプロイセン歩兵連隊を指揮する陸軍中佐だった。母ゾフィー（旧姓ヘルトヴィヒ）はザクセンの地主の娘だった。当時のドイツでは異例のことだが、彼はドイツとスイスの私立学校で10代半ばまで教育を受けている。
フランス語と英語に堪能であり、1910年から1914年にかけてドイツワインの貿易商としてカナダで働いた。ここの事業で成功を収め、モントリオールやオタワの上流社会の一員となった。イギリス総督府のあったデュー・ホールでの祝典にも必ず招かれる常連の一人となった。
しかし1914年に第一次世界大戦が勃発し、ドイツとイギリスが敵国となるとリッベントロップはイギリスに身柄を押さえられることを避けるため、急遽ニューヨーク経由でドイツに帰国した。この頃肺結核を患っていて動けなかった弟のローターはカナダに残り、そのままイギリスに拘束された（1918年に死去している）。
帰国したリッベントロップはただちにドイツ陸軍に入って東部戦線に従軍し、中尉まで昇進して一級鉄十字章を授与されている。1918年4月に東部戦線で負傷したのち、駐コンスタンチノープルドイツ大使館勤務を任ぜられている。このコンスタンチノープル時代にハンス・フォン・ゼークト将軍やフランツ・フォン・パーペンの知遇を得ている。ドイツ敗戦後にはゼークト将軍の副官としてパリ講和会議に参加している。ヴェルサイユ条約に身近で接しただけに屈辱は大きかったことを後に回想している。
1920年7月に裕福なシャンパン醸造家の娘アンナ・エリーザベト・ヘンケル( Anna Elisabeth Henkell )と結婚し、商売のため欧州各地を転々とする。アンナ・エリーザベトは高慢な女性で、夫を完全に支配下に置き、しばしば「マクベス夫人的存在」と評されている。夫婦は5人の子をもうけた。リッベントロップは伯母（その夫は貴族称号を持っていた）に自分を養子とするよう頼み込んだ。結果としてリッベントロップは貴族称号「フォン」を名前に加えることとなった。ヴァイマル共和政時代には、リッベントロップが政治に関心を持ったり、反ユダヤ的偏見を明らかにしたような形跡はない。
リッベントロップは1930年に初めてアドルフ・ヒトラーに会った。貴族である上に外交官の経験もあり、他国の高い地位の人々との伝手を多く持つことから、ヒトラーはリッベントロップに好印象を持った。1932年5月にリッベントロップはナチ党に入党し、1933年、ヒトラーが首相に指名されるまでの一連のフォン・パーペンとヒトラーとの秘密会談をベルリンの自宅で設定するなどの支援活動を行った。ヒトラーはこれらの貢献を高く買っていたが、リッベントロップはナチ党にとっては新参者だったため、古参の幹部達からは妬まれることになった。
特に、貴族ではないものの貴族的趣味を愛好したヨーゼフ・ゲッベルスは、フォンの称号を持つリッベントロップにコンプレックスを抱いており、激しい嫌がらせをした。ゲッベルスの嫌悪感はその日記にも現れており、「フォン・リッベントロップは名前を買い、金銭目当てに結婚し、そしてまんまと官職にありついた」という記述がある。こうした敵対視への対抗からか、リッベントロップは狂信的あるいは戯画的とまで言ってよいほどの強固なナチズム信奉者・反ユダヤ主義者になっていった。
リッベントロップはヒトラーお気に入りの外交政策アドヴァイザーになっていった。ドイツ外務省のエリート職業外交官たちは、（少なくともナチス政権下のドイツの初期の時代にあっては）国外の情勢についてヒトラーに真実を伝えていたが、リッベントロップは都合の良いことだけを伝えていた。彼は1933年に親衛隊名誉大佐の称号を与えられた。親衛隊全国指導者のハインリヒ・ヒムラーとは一時は友好関係を保ったが、最終的には敵対関係となった。

## 外交官として
1933年11月、リッベントロップは非公式の外交特使としての働きを開始する。最初はロンドンを訪問、首相のラムゼイ・マクドナルドと外務大臣のジョン・サイモンと会談を行っているが、とくに主要な成果は得られなかった。
1934年には、影の外務省とでもいうべき「リッベントロップ事務所」、1936年以降は「リッベントロップ機関」）を創設した。彼は外務省と張り合い、コンスタンティン・フォン・ノイラート外相をあらゆる局面で出し抜こうと努めた。当初、ノイラートの方ではリッベントロップを軽蔑していた。英語とフランス語は措くとしても、綴りや文法に誤りの多いドイツ語しか書けない人間は警戒するにも値しない、との考えだった。
一方で1934年にヒトラーはリッベントロップを軍縮問題担当全権代表に任命した。これは形式的にはリッベントロップが外務省の一員でもあることを意味していた。この軍縮全権代表の地位を利用して、彼はロンドン、パリ、ローマを頻繁に行き来するようになった。当時のドイツは、軍備制限の具体的内容に関する提案には常に反対し続けていた。リッベントロップに課せられた使命は、ドイツは真摯に軍縮を行う意志があると他国に思わせる一方で、そのような軍縮が具体的な協約として現れることがないようにする、というものだった。この第一の点に関して彼はそこそこの成功を収め、第二の点に関してはヒトラーの期待以上の働きをした。
彼は英独海軍協定（1935年）および日独防共協定（1936年）の交渉を行った。英独海軍協定に関していえば、ノイラートは交渉成立などそもそもあり得ないと考え、リッベントロップを長とする代表団のロンドン派遣に同意したのだった。交渉のテーブルに就くや、リッベントロップは豪胆にもサイモン英国外相に対して、ドイツの要求が完全に満足されるのでなければ代表団は帰国する、と最後通牒を突きつけたのだった。サイモンは激怒し退席したが、驚くべきことにイギリスはリッベントロップの要求を受け入れ、海軍協定は1935年6月18日、ロンドンにて調印されたのだった。この外交的勝利によって、リッベントロップはヒトラーに対して点数を稼いだ。
日独防共協定についてもリッベントロップの功績は大きい。ドイツ外務省や陸軍上層部は伝統的に親中華民国政策をとっており、ノイラートも無論推進者であった。一方リッベントロップは外務省の親華路線に反対し、国防軍情報部のカナリスや駐独日本大使館付武官の大島浩と連携して日本との同盟を主張した。協定の締結はドイツにとって重大な外交政策上の転換を意味していた。
同時期にリッベントロップはしばしばフランスを訪問、同地の政治家たちが親独路線をとるべく影響を与えることを試みたが、大きな成果は得られなかった。イギリスに対しては同様の政略はより大きな成功を収めた。彼は英国上流階級の枢要な人々にヒトラーを訪問させることに成功した。リッベントロップがドイツに連れてきた最重要人物と言っていいのがデビッド・ロイド・ジョージ（1936年）である。ヒトラーに面会したイギリス人はその多くが貴族、引退した政治家、退役将軍、新聞王ロザーミア卿のような実業家といった人々であって、イギリス政府中枢にあって実際の政策決定を行う閣僚級政治家や上級官僚は少なかった。
1936年8月、リッベントロップは駐英大使に任命される。彼に与えられた使命は、ヒトラーがかつて『我が闘争』で予言したような英独連携を果たすことであった。リッベントロップは結局この使命を成功させられなかったが、仮に彼より熟達した外交官でも、その成功は疑わしかっただろう。とはいえリッベントロップのロンドン滞在は失言と失態の連続であり、彼と英国外務省との以前から良好ではなかった関係がより一層悪化することになった。彼は自分の妻とヒトラー以外の誰に対しても攻撃的かつ尊大に振舞っていたため、リッベントロップを知るということは彼を嫌うということとほとんど同義だった。その交渉スタイルは、怒号と冷淡さと長大なヒトラー礼賛の入り混じった奇妙なものであった。使命である英独連携が達成できないことで彼は苛々しく感じ、ヒトラーの寵愛を失うことになりはしないかと怖れるようになり、また嫌英感情を強く持つようになった。

## 第三帝国の外相として

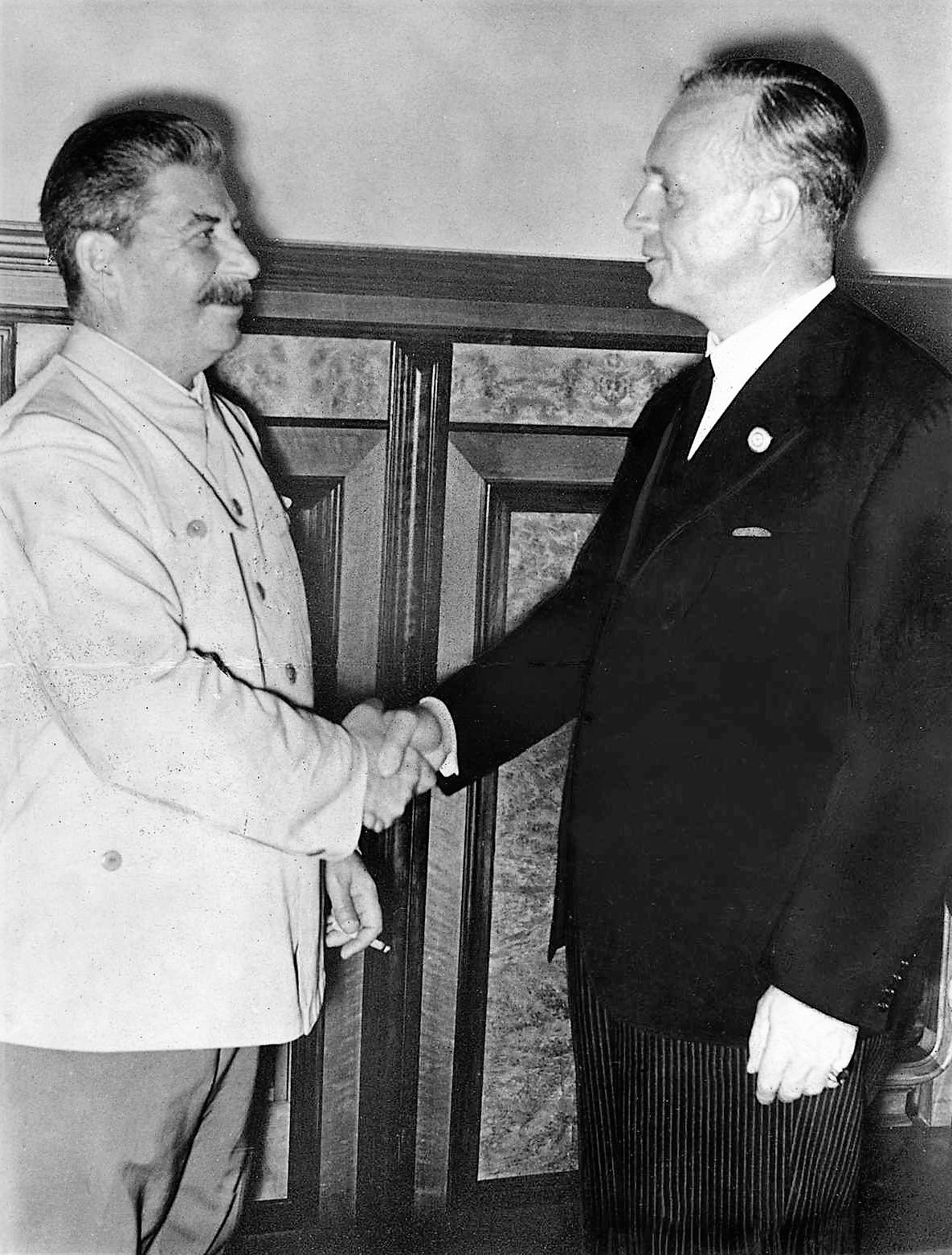
ヨシフ・スターリンと握手するリッベントロップ（1939年8月23日）

1938年2月4日、リッベントロップはノイラートの後任として外務大臣に就任する。この外相指名はドイツの外交路線がより急進的な方向に向かったことを意味する。戦争については慎重だったノイラートと対照的に、リッベントロップは1938年から1939年にかけてはっきりと戦争を支持している。ムッソリーニ曰く「リッベントロップはドイツに厄難をもたらす一人だ。彼はあちこちで戦争を説くが、敵国が誰とも、目的が何とも言わない」とリッベントロップを嫌っていたが、ムッソリーニがヒトラーにあてた書簡によれば、「リッベントロップは有能な外交官である」と表向きでは評価しているように見せていた。ヒトラーもそれに応じてリッベントロップを褒めるような書簡を送っている。
リッベントロップはイギリス首相ネヴィル・チェンバレンを嫌悪しており、宥和政策をドイツが国際社会において正当な地位に就く障害になると考えていた。またミュンヘン協定はドイツ外交上の敗北であるとまで考えていた。なぜなら、彼の欲した戦争なしでドイツがズデーテンランドを手中に収めたからである。彼は外務省の重要な地位にあった多くの外交官を罷免し、後任に彼自身の「事務所」の出身者を充てた。1943年までに、外務省内のポストの32%は「事務所」出身者で占められるようになっていた。
1938年12月6日、リッベントロップはパリを訪問、フランス外相ジョルジュ・ボネと共に一見画期的、しかし実態は空虚な仏独親善共同声明に署名する。この会談の席上、ボネが「東ヨーロッパがドイツの勢力圏内であることをフランスは承認する」と述べたとリッベントロップは後になって主張している。また彼はチェコスロヴァキア大統領エミール・ハーハを文字通り恫喝して、ボヘミア・モラヴィア両地方をドイツのベーメン・メーレン保護領とすることに成功した（1939年）。
リッベントロップの経歴の中でも重要な外交案件は、1939年8月23日の独ソ不可侵条約調印と、それに前後するポーランド侵攻時の外交攻勢であり、リッベントロップはここで中心的な役割を演じた。彼はヒトラーに対し、ポーランド侵攻を受けてイギリスが参戦することはないと力説していた。

### 第二次世界大戦

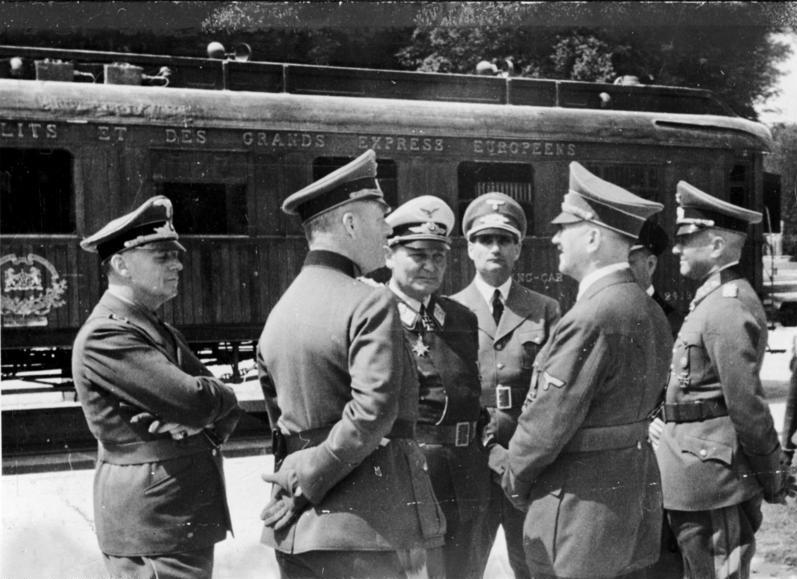
フランス降伏文書調印に立ち会うリッベントロップとヒトラーら幹部。1940年7月22日

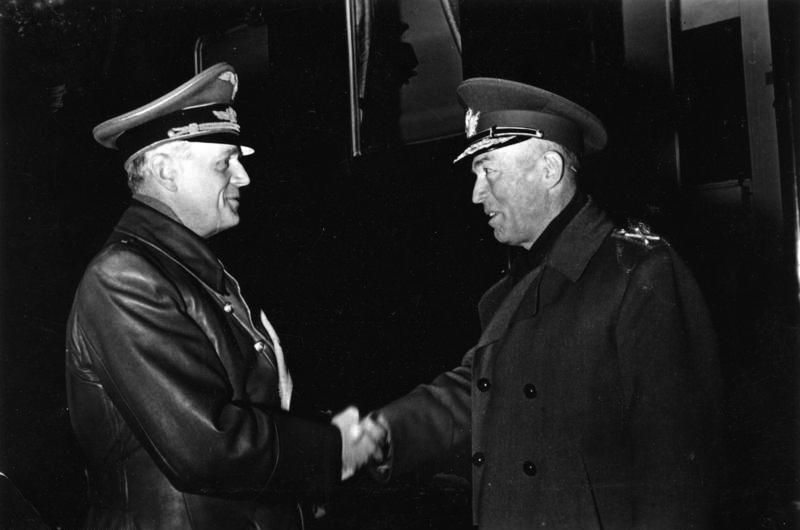
リッベントロップとルーマニア首相イオン・アントネスク。1943年1月

親仏的だったリッベントロップは、第二次世界大戦勃発後のドイツによるフランス占領以降も、独仏連携のもとで、ヴィシー政権に対してある限定された範囲での独立性を認めるべきだとの主張を行っていた。彼は「事務所」時代からの同僚オットー・アベッツを駐仏大使に任命し、ピエール・ラヴァルの政治的地位を高めるようにとの指令を下した。軍、親衛隊、仇敵ヘルマン・ゲーリングの「四カ年計画」事務所など多くの機関が覇を争っていたため、外務省のフランスにおける影響力は当初限定的であったが、1943年から44年半ばにかけて、外務省のフランスにおける影響力は親衛隊のそれに次ぐ位置にあった。
1937年以降、リッベントロップはドイツ、イタリア、日本3国の同盟によって大英帝国を分割するという考えの主唱者となった。独ソ不可侵条約以降、彼はこの考えを拡大し、ソビエト連邦を引き入れた汎ユーラシア大陸ブロックを形成して、イギリスのような海洋国家を粉砕する、といった構想を持つに至った。これは日本の松岡洋右のユーラシア枢軸構想に似ている。1940年11月にヴャチェスラフ・モロトフが訪独すると、リッベントロップはイギリスの敗北を前提としてこの構想を語った。するとイギリス軍の空襲がはじまり、モロトフは「今夜爆撃している飛行機はどこの国のだ」とやりかえした。これは2人の会談を妨害するための嫌がらせのためだったと、後にチャーチルはスターリンに語ったという。
また彼はヨシフ・スターリンを個人的に好んでいた。1939年8月23日の不可侵条約締結後のカクテルパーティーでは、シュペーアが制作した「新第三帝国首都模型」をスターリンに披露し、大いに意気投合した。後にヒトラーに「スターリンとモロトフは実に気持ちの良い連中です。懐かしい党友に囲まれているようでした」と報告した。1941年のドイツの対ソ宣戦には反対の立場だった。しかし外務大臣ゆえに宣戦布告文書を手渡さなければならない。リッベントロップは酒で勇気を奮いたたせつつ、ソビエト大使デカノゾフに宣戦布告の文書を手渡した。激怒したソ連大使が席を立つと、彼は大使にすがりつき「スターリンには、私は宣戦に反対だったと伝えてくれ。この戦争がドイツに多大な不幸をもたらすことを自分はわかっている。私は確かに総統に反対した」との言葉を残している。
リッベントロップは友好国の首脳に、各国のユダヤ人をドイツが設けた強制収容所に移送するよう依頼しており、この点で彼はホロコーストに責任がある。ドイツ外務省はフランス（1942年 - 44年）、ハンガリー（1944年 - 45年）、スロバキア、イタリア社会共和国（1943年以降）のユダヤ人移送に関して中心的役割を演じている。彼は「事務所」時代からの同僚マルティン・フランツ・ユリウス・ルターを、ホロコースト関連施策担当に任命しており、ルターは1942年のヴァンゼー会議に外務省代表として出席したとされている。
しかし、戦争の激化とともに、リッベントロップの影響力は低下した。世界の国のほとんどが枢軸・連合国いずれかの陣営として参戦しており、更にドイツにとって戦局が不利となった状況では、外務省の重要性は低下するのが当然だったし、おまけに彼の任命したドイツ在外公館の長は、その大半が無能な人物だった。ヒトラーも次第にリッベントロップを避けるようになっていった。彼にとっての更なる痛手は、外務省に残存していた多くの古参外交官が、1944年7月20日のヒトラー暗殺計画に関与していたことであった。彼自身は計画の存在を知らなかったと思われるが、あまりに多くの現役・元外交官が関与していたことから、部下を適切に統御できていないのではないかとの疑念をヒトラーに抱かせ、更に信用を失う結果となった。事件以降、リッベントロップは汚名返上のため、親衛隊と連携して省内の加担者の粛清に努めた。親衛隊と協同でなされたもう一つの成果は、ハンガリー王国で密かに枢軸陣営からの離反、単独停戦を模索していた摂政ホルティ・ミクローシュを、1944年10月15日のクーデターで解任したことであった。
ベルリン陥落直前の1945年4月20日、リッベントロップはヒトラーの56歳の誕生日祝賀パーティーに参加した。これが彼がヒトラーに会った最後となった。パーティー後にリッベントロップはヒトラーと会談を持とうと試みたが、渋々ながらヒトラーはリッベンドロップと面会した。終戦時に彼はヒトラーの後継大統領カール・デーニッツによって職を解かれた。この時デーニッツは外相に適任の者はいないかリッベンドロップに尋ね、遠回しにリッベンドロップを外相から外すことを通告したものの、リッベンドロップは自分が適任だと答えていた。この時、デーニッツはリッベンドロップを頭が悪いと評していた。その後リッベンドロップはハンブルクに潜伏し、ヨハン・リーゼという偽名で部屋を借り、ワイン貿易の仕事を再開するが、仕事で付き合いのあったワイン業者の息子に密告され、6月14日にイギリス軍に逮捕された。その時彼が所持していたのはイギリス首相「ヴィンセント・チャーチル（リッベントロップはこの時点にあっても、ウィンストン・チャーチルのファースト・ネームすら把握していなかった）」に宛てた手紙であり、そこではイギリスの外交政策が反独的であることへの批判、ドイツの東半分をソ連軍が占領していることへのイギリスに対する非難などが連ねられた支離滅裂なものであった。

## 裁判と処刑

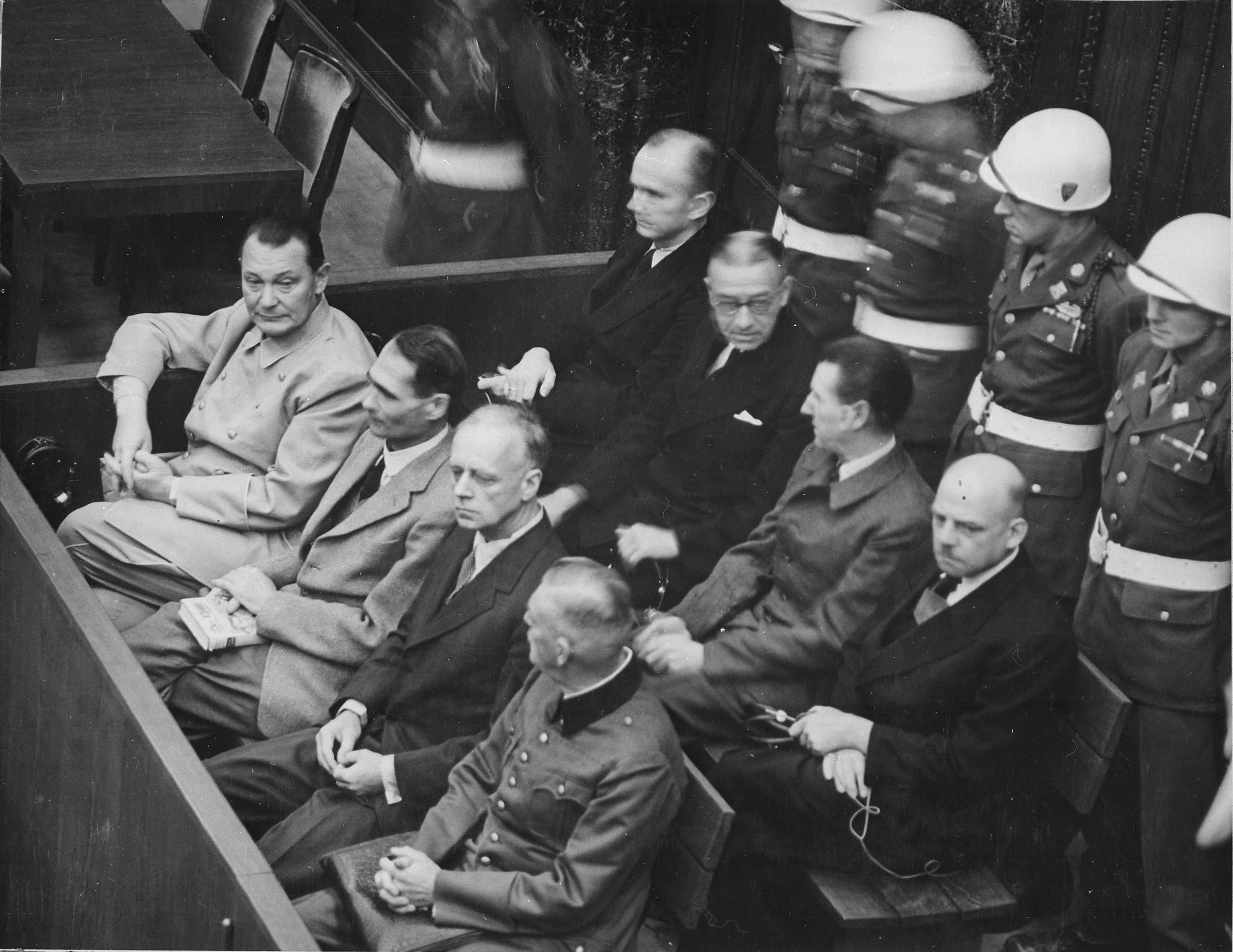
ニュルンベルク裁判中のリッベントロップ（前列左から3番目）。左二人はゲーリングとヘス、右端はカイテル

リッベントロップはニュルンベルク裁判の被告となり、すべての罪状について有罪とされた。監獄にあっても彼はヒトラーに対して忠実であった。「いまこの時点になっても、この独房に総統がいらっしゃって『これをしろ』と命令されたら、また同じことを自分はしただろう」と述べたとも伝えられる。
公判で、彼は戦時下における自分の役割を否定しようとした。例えば彼の反対尋問で、検察側が彼がヒトラー、ゲーリングと共にチェコスロヴァキア大統領ハーハを「敵対的行動をとるとの脅し」により脅迫したと主張した際のやりとりとして以下のものが伝えられている：

検察「圧倒的に強力な陸軍が進撃し、空軍が彼らの首都を爆撃するという脅しのほかに、国家元首に対してどのような圧力をかけることができましたか？」
リッベンドロップ「たとえば戦争です。」

ちなみに、リッベントロップのこの発言を聞いたヒャルマル・シャハトは、

「リッベントロップは、奴が愚か者だという理由だけで死刑に値する。」
とこぼしている。
ゲーリングが死刑執行の数時間前に自殺したため、1946年10月16日に最初に執行された死刑囚はリッベントロップであった。彼の最期の言葉は「神よ、ドイツを護り賜え。神よ、我を憐れみ給え。私の最後の望みは、ドイツが自らの運命を認識することと、平和の為に洋の東西が互いを理解し合うことです。世界が平和でありますように」だった。 自殺したゲーリングを含むリッベントロップら11人の遺体は、アメリカ軍のカメラマンによって撮影された。撮影後、木箱に入れられ、アメリカ軍の軍用トラックでミュンヘン郊外の墓地の火葬場へ運ばれ、そこで焼かれた。遺灰はイーザル川の支流コンヴェンツ川に散布された。

## 人物
- 米軍の捕虜になった際の拘留記録によると身長は178センチである[51]。
- ニュルンベルク刑務所付心理分析官グスタフ・ギルバート大尉が、開廷前に被告人全員に対して行ったウェクスラー・ベルビュー成人知能検査によると、リッベントロップの知能指数は129であった[52]。